# Ołownik (osada)
Ołownik – osada popegeerowska w Polsce, położona w województwie warmińsko-mazurskim, w powiecie węgorzewskim, w gminie Budry, sołectwo Ołownik.
Osada Ołownik wydzielona została administracyjnie z miejscowości Ołownik na początku lat siedemdziesiątych XX wieku. W latach 1975–1998 miejscowość administracyjnie należała do województwa suwalskiego.